# American Soccer League II
|  | No s'ha de confondre amb American Soccer League I o American Soccer League III. |

L'American Soccer League (ASL) fou una competició futbolística disputada per clubs dels Estats Units que estigué activa entre 1933 i 1983.
Va ser creada després del col·lapse de l'American Soccer League I el 1933 a una escala menor econòmicament. Operà principalment al nord-est dels Estats Units, afegint des de 1972 alguns clubs del mig-oest americà i des de 1976 alguns clubs de l'oest, per tal de poder competir amb la North American Soccer League. Bob Cousy fou escollit comissionat de la lliga a finals dels setanta. Finalment l'ASL II desaparegué el 1983, i molts dels seus clubs ingressaren a l'United Soccer League.

## Historial
Fonts:
| Temporada | Campió                                 | Segon                        | Màxim golejador                                                                 | MVP              |
| --------- | -------------------------------------- | ---------------------------- | ------------------------------------------------------------------------------- | ---------------- |
| 1933-34   | Kearny Irish (1)                       | New York Americans           | Archie Stark Razzo Carroll                                                      | No atorgat       |
| 1934-35   | Philadelphia German-American (1)       | New York Americans           | Millard Lang                                                                    | No atorgat       |
| 1935-36   | New York Americans (1)                 | Baltimore Canton             | Alex Rae                                                                        | No atorgat       |
| 1936-37   | Kearny Scots (1)                       | Brooklyn Hispano             | Charlie Ernst                                                                   | No atorgat       |
| 1937-38   | Kearny Scots (2)                       | Brooklyn St. Mary's Celtic   | Fabri Salcedo                                                                   | No atorgat       |
| 1938-39   | Kearny Scots (3)                       | Philadelphia German-American | Bert Patenaude                                                                  | No atorgat       |
| 1939-40   | Kearny Scots (4)                       | Baltimore S.C.               | Charlie Ernst                                                                   | No atorgat       |
| 1940-41   | Kearny Scots (5)                       | Philadelphia German-American | Fabri Salcedo                                                                   | No atorgat       |
| 1941-42   | Philadelphia Americans (2)             | Brookhattan                  | John Nanoski                                                                    | No atorgat       |
| 1942-43   | Brooklyn Hispano (1)                   | Brookhattan                  | Chappie Sheppell                                                                | No atorgat       |
| 1943-44   | Philadelphia Americans (3)             | Brooklyn Wanderers           | Tommy Marshall                                                                  | No atorgat       |
| 1944-45   | Brookhattan (1)                        | Philadelphia Americans       | John Nanoski                                                                    | Steve Rozbora    |
| 1945-46   | Baltimore Americans (1)                | Brooklyn Hispano             | Fabri Salcedo                                                                   | Ray McFaul       |
| 1946-47   | Philadelphia Americans (4)             | Brooklyn Wanderers           | Bill Fisher                                                                     | Servile Mervine  |
| 1947-48   | Philadelphia Americans (5)             | Kearny Scots                 | Nicholas Kropfelder                                                             | John O'Connell   |
| 1948-49   | Philadelphia Nationals (1)             | New York Americans           | Pito Villanon                                                                   | John O'Connell   |
| 1949-50   | Philadelphia Nationals (2)             | Kearny Celtic                | Joe Gaetjens                                                                    | Joe Maca         |
| 1950-51   | Philadelphia Nationals (3)             | Kearny Celtic                | Nicholas Kropfelder                                                             | John Donald      |
| 1951-52   | Philadelphia Americans (6)             | Kearny Scots                 | Dick Roberts                                                                    | Benny McLaughlin |
| 1952-53   | Philadelphia Nationals (4)             | Newark Portuguese            | Pito Villanon                                                                   | Pito Villanon    |
| 1953-54   | New York Americans (2)                 | Brookhattan                  | Jack Calder                                                                     | Cyril Hannaby    |
| 1954-55   | Uhrik Truckers (7)                     | Brooklyn Hispano             | John Ferris                                                                     | John Ferris      |
| 1955-56   | Uhrik Truckers (8)                     | Elizabeth Falcons            | Gene Grabowski                                                                  | Jack Hynes       |
| 1956-57   | New York Hakoah-Americans (1)          | Uhrik Truckers               | George Brown                                                                    | John Oliver      |
| 1957-58   | New York Hakoah-Americans (2)          | Ukrainian Nationals          | Lloyd Monsen                                                                    | Walter Kudenko   |
| 1958-59   | New York Hakoah-Americans (3)          | Ukrainian Nationals          | Pasquale Pepe (17)                                                              | Yuriy Kulishenko |
| 1959-60   | Colombo (1)                            | Ukrainian Nationals          | Mike Noha (16)                                                                  | Andy Racz        |
| 1960-61   | Ukrainian Nationals (1)                | Falcons S.C.                 | Herman Niss (17)                                                                | Mike Noha        |
| 1961-62   | Ukrainian Nationals (2)                | Inter-Brooklyn Italians      | Peter Millar (18)                                                               | Peter Millar     |
| 1962-63   | Ukrainian Nationals (3)                | Inter S.C.                   | Ismael Ferreyra (14)                                                            | Peter Millar     |
| 1963-64   | Ukrainian Nationals (4)                | Boston Metros                | Walter Chyzowych (15)                                                           | Abbie Wolanow    |
| 1964-65   | Hartford S.C (1)                       | Newark Portuguese            | Herculiano Riguerdo (7)                                                         | Alberto Falak    |
| 1965-66   | Roma S.C. (1)                          | Newark Ukrainian Sitch       | Walter Chyzowych (27)                                                           | Walter Chyzowych |
| 1966-67   | Baltimore St. Gerards (1)              | Newark Ukrainian Sitch       | Jorge Benitez (16)                                                              | Myron Worobec    |
| 1967-68   | Ukrainian Nationals (5)                | New York Inter               | Ivan Paleto (14)                                                                | Robert Waugh     |
| 1968      | Washington Darts (1)                   | Rochester Lancers            | Gerry Browne (12)                                                               |                  |
| 1969      | Washington Darts (2)                   | Syracuse Scorpions           | Jim Lefkos (22)                                                                 | Robert Waugh     |
| 1970      | Philadelphia Ukrainians (6)            | Philadelphia Spartans        | Juan Paletta (6) Willie Mfum                                                    | Albert Trik      |
| 1971      | New York Greeks (1)                    | Boston Astros                | Charles Duccilli (11)                                                           | Bob Hatzos       |
| 1972      | Cincinnati Comets (1)                  | New York Greeks              | Charles Duccilli (5) Nelson Brizuela Joseph Oqnajac George Pulita John Kostakis | Ringo Cantillo   |
| 1973      | New York Apollo (2)                    | Cincinnati Comets            | Eddy Roberts (12)                                                               | Helio Barbosa    |
| 1974      | Rhode Island Oceaneers (1)             | New York Apollo              | Mohammad Attiah (11)                                                            | Ringo Cantillo   |
| 1975      | New York Apollo (3), Boston Astros (1) | co-campions                  | José Neto (23)                                                                  | José Neto        |
| 1976      | Los Angeles Skyhawks (1)               | New York Apollo              | Jim Hinch (13) José Neto                                                        | Jim Hinch        |
| 1977      | New Jersey Americans (1)               | Sacramento Spirits           | José Neto (17)                                                                  | Ringo Cantillo   |
| 1978      | New York Apollo (4)                    | Los Angeles Skyhawks         | Jim Rolland (17) Mike Mancini José Neto                                         | Jim Rolland      |
| 1979      | Sacramento Gold (1)                    | Columbus Magic               | Poli Garcia (15) Joey Fink                                                      | Poli Garcia      |
| 1980      | Pennsylvania Stoners (1)               | Sacramento Gold              | Mal Roche (17)                                                                  | George Gorleku   |
| 1981      | Carolina Lightnin' (1)                 | New York United              | Billy Boljevic (25)                                                             | Billy Boljevic   |
| 1982      | Detroit Express (1)                    | Oklahoma City Slickers       | Andy Chapman (23)                                                               | Brian Tinnion    |
| 1983      | Jacksonville Tea Men (1)               | Pennsylvania Stoners         | Jeff Bourne (17)                                                                | Peter Simonini   |